# Heurlin
Heurlin, även skrivet Hörlin, är ett svenskt efternamn. Det bärs av flera släkter utan genealogisk relation till varandra. Namnet har använts sedan 1600-talet, då det antogs av kyrkoherden i Vetlanda Gunnar Petri Heurlin eller Heurlinus (1648–1698). Han  var född i Hörda by, nuvarande Ljungby kommun, Kronobergs län, och namnet är bildat från bynamnet. Hans ättlingar finns idag både i Sverige, Danmark och i Finland, där en gren adlats med namnet af Heurlin. För vidare detaljer se släktartikeln och artikeln om adelsnamnet. 
Offentlig statistik tillgänglig i augusti 2015 uppger följande antal bärare av efternamnen i Sverige, Danmark och Finland:
- Heurlin: Sverige 288, Finland 51, Danmark 29
- af Heurlin: Sverige 0, Finland 35
- Hörlin: Sverige 307, Finland 12

De danska och svenska uppgifterna avser antalet bosatta i landet, de finländska antalet registrerade medräknat utflyttade.

## Personer med efternamnet Heurlin eller med varianter av detta namn
- Anders Olof Heurlin (1827–1905), filolog och skolman
- Anna Hörlin (1872–1944), konstnär
- Augusta Heurlin (1826–1888), finländsk skolledare
- Augusta af Heurlin (1847–1918), finländsk pionjär inom skolbespisningen
- Axel Hörlin (1871–1958), konstnär och dekorationsmålare
- Bertel Heurlin (född 1935), professor i statsvetenskap
- Brita Hörlin (1893–1982), skulptör
- Carl Herman Heurlin (1864–1912), grosshandlare
- Carl Martin Heurlin (1860–1936), socialdemokratisk pionjär, skraddarmästare
- Christopher Isac Heurlin (1786–1860), biskop
- Dagmar Heurlin (1919–2008), jurist och politiker
- Elias Heurlin (1761–1825), naturvetenskapsman och präst
- Erland Heurlin (1865–1947), tecknare och arkitekt
- Frithiof Heurlin (1836–1916), redaktör
- Gustav Heurlin (1862–1939), fotograf
- Hugo Hörlin (1851–1894), arkitekt och formgivare
- Isidor Hörlin (1869–1933), arkitekt och möbelformgivare
- Johan Heurlin (1893–1951), konstnär
- Kaj Heurlin (1921–2017), läroboksförfattare
- Kerstin Hörlin-Holmquist (1925–1997), möbelformgivare
- Magnus Colcord Heurlin (1895–1986), svenskamerikansk konstnär
- Oscar  Heurlin (1889–1948), skådespelare
- Samuel Heurlin (1744–1835), naturvetenskapsman och präst
- Samuel Heurlin (1820–1897), präst
- Sven Heurlin (1796–1873), lantbrukare och politiker
- Sven Erland Heurlin (1758–1827), jurist
- Theodor Heurlin (1867–1953), konstnär
- Tor Hörlin (1899–1985), målare, tecknare och grafiker